# Lud, zbunjen, normalan
Lud, zbunjen, normalan (Nederlands: 'Gek, verward, normaal') is een Bosnische komedieserie. De eerste aflevering van het eerste seizoen werd op 2 september 2007 uitgezonden.

## Verhaal
De serie speelt zich af in Sarajevo. De titel van de serie refereert aan de hoofdpersonen. Izet is lud (gek). Izets zoon Faruk is zbunjen (verward). Faruks zoon Damir is normalan (normaal). In het vierde seizoen wordt Damirs zoon Džebra geboren. De vier mannen leven in een woning in een flat in Sarajevo, waar de serie zich voornamelijk afspeelt.

## Rolverdeling

### Personages die in de serie zijn te zien
Schuingedrukt staan de eventuele roepnamen.
| Acteur/actrice       | Personage                           | Seizoenen in serie |
| -------------------- | ----------------------------------- | ------------------ |
| Mustafa Nadarević    | Izet Fazlinović                     | 1-6                |
| Senad Bašić          | Faruk Fazlinović                    | 1-6                |
| Moamer Kasumović     | Damir Fazlinović                    | 1-6                |
| Tatjana Šojić        | Marija                              | 1-6                |
| Miraj Grbić          | Dragan Čmar (Čombe)                 | 1-6                |
| Goran Navojec        | Reofik-Refko Mehmeda Mujkić (Refko) | 3-6                |
| Marija Omaljev-Grbić | Barbara                             | 4-5                |
| Ivor Šparavalo       | Džema-Branko Fazlinović (Džebra) #2 | 5                  |
| Ilir Tafa            | Mentor Kosova                       | 5                  |
| Predrag Ejdus        | Jovan Belajbeg (Jovanče)            | 5                  |
| Elvira Aljukić       | Sanela                              | 5                  |
| Zlatan Zuhrić Zuhro  |                                     | 6                  |
| Ljubomir Bandović    |                                     | 6                  |

### Personages die de serie hebben verlaten
| Acteur/actrice         | Personage                           | Seizoen(en) in de serie geweest |
| ---------------------- | ----------------------------------- | ------------------------------- |
| Jasna Žalica           | Šefika                              | 1                               |
| Gordana Boban          | Ivana                               | 1-2                             |
| Milan Pavlović         | Dino Mehmeda Mujkić †               | 1-2                             |
| Saša Petrović          | Stjepan                             | 1-2                             |
| Jelisaveta Seka Sablić | Senka                               | 1-3                             |
| Milena Dravić†         | Spomenka                            | 1-3                             |
| Vanja Drach †          | dr. Điđimilović                     | 1-2                             |
| Iva Šulentić           | Ines                                | 1-2                             |
| Žan Marolt †           | Enes Hadžiethemćumurović            | 1-2                             |
| Belma Lizde Kurt       | Rabija Bubić (Buba)                 | 2-3                             |
| Snežana Marković       | Senada                              | 2                               |
| Boro Stjepanović       | dr. Đuro Ubiparip                   | 3                               |
| Svetlana Bojković      | Laura                               | 3-4                             |
| Minka Muftić           | Zumreta Bubić                       | 3-4                             |
| Nives Ivanković        | Ajna                                | 3-4                             |
| Aleksandar Seksan      | Đido Mova                           | 2-4                             |
| Mirvad Kurić           | Marijofil                           | 2-4                             |
| Zana Marjanović        | Selma                               | 1-4                             |
| Emir Hadžihafizbegović | Samir Fazlinović                    | 1-4                             |
| Bilal Hadžić           | Džema-Branko Fazlinović (Džebra) #1 | 4                               |